# لوكي دايم كيبر (لعبة فيديو)
لوكي دايم كيبر (بالإنجليزية:Lucky Dime Caper) (باليابانية:ドナルドダックのラッキーダイム)، هي لعبة إلكترونية من نوع آركيد أنتجت سنة 1991، وتعمل لنظام سيجا ماستر سيستم وسيجا جيم جير، وبطل اللعبة هو دونالد داك، والذي أنتجه شركة والت ديزني.